# Patin

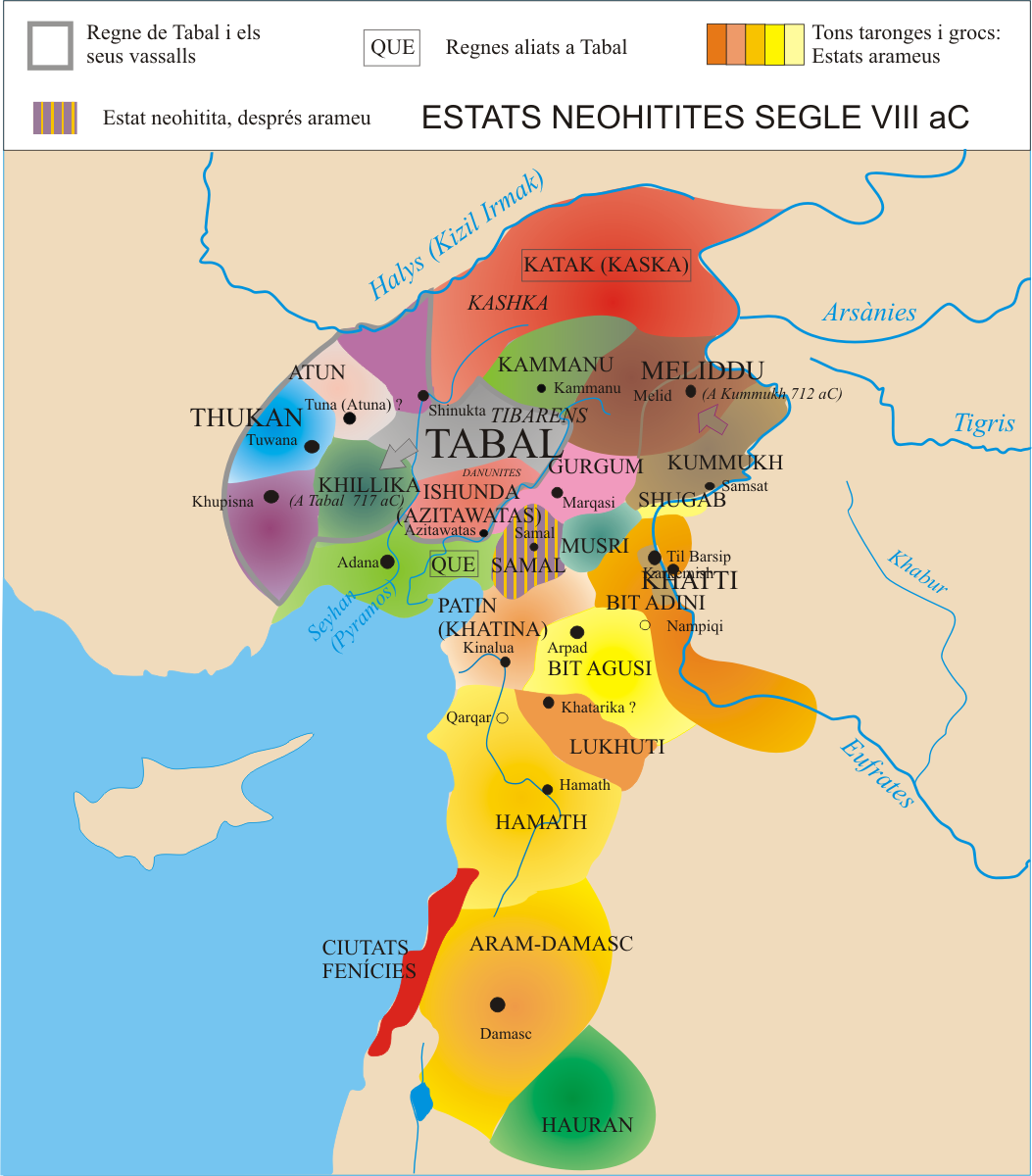
Estats neohitites i arameus, segles IX i VIII aC

Patin o Pattin (i també Khattim, Khatina o Hatina, i pels assiris Unqi) va ser un estat dels luvites, que va sorgir com a poder independent després de la destrucció de l'imperi Hitita. Va existir com un estat luvita fins al segle ix aC quan va caure en mans dels arameus que hi van fundar una dinastia que tenia per seu Kunalua o Kumulua (noms alternatius Kinalua, Kalneh, o Kinaluwa), de situació desconeguda.
El rei Assurnasirpal II va passar per Karkemish i Bit Adini i va travessar el riu Apre (modern Afrin) entrant al regne de Patin, on governava Lubarna; el seu territori s'estenia entre els rius Apre i Orontes i sembla que seguia fins a la mar, però pel nord i pel sud els seus límits són incerts. Era un territori pla i fèrtil. Els assiris van arribar a Khazaz (moderna Azaz) i el rei Lubarna no va presentar resistència i, refugiat a la seva capital, va accedir a pagar un important tribut. El rei assiri va seguir cap al sud arribant a l'Orontes que va creuar i a la ciutat d'Aribua (de situació desconeguda, propera al riu Sangura), que era la posició més al sud de Lubarna de Patin. La ciutat va ser convertida en una base assíria i s'hi van establir colons. El lloc va servir de magatzem de gra i de palla, cultivat per força a les terres de Lukuthi, les regions d'Hamat i Homs que probablement depenien del rei d'Hamath. En endavant Patin degué ser tributari d'Assíria excepte potser en algun període, com la guerra civil (828 aC a 822 aC). El darrer rei conegut, Tutammu, va ser derrotat pels assiris l'any 738 aC.

## Llista de reis
- Lubarna I vers 876 aC
- Sapulumi o Sapalulme vers 858 aC
- Kalparunda (Halparuntiyas?) vers 856 aC - després de 853 aC (noms alternatius Kalparuda o Karparuda (Karpuranda)
- Lubarna II vers 850/840 - 831 aC
- Surri 831 aC (usurpador)
- Sasi el Kurussheu 831 aC (imposat per Assíria)
- Sense notícies 831 a 738 aC
- Tutammu ?-738 aC